# Међународни рачуноводствени стандард 8
МРС 8 - Нето добитак или губитак периода, фундаменталне грешке и промене рачуноводствених политика
Циљ овог стандарда је да пропише класификовање, обелодањивање и рачуноводствени третман одређених ставки у билансу успеха, како би сва предузећа доследно припремала и приказивала биланс успеха. Овим стандардом се захтева класификовање и обелодањивање ванредних ставки и одређених ставки у оквиру добитка или губитка из редовних активности. Он прописује рачуноводствени поступак у погледу промена рачуноводствених процена, промена рачуноводствених политика и исправки фундаменталних грешака.